# Tihama

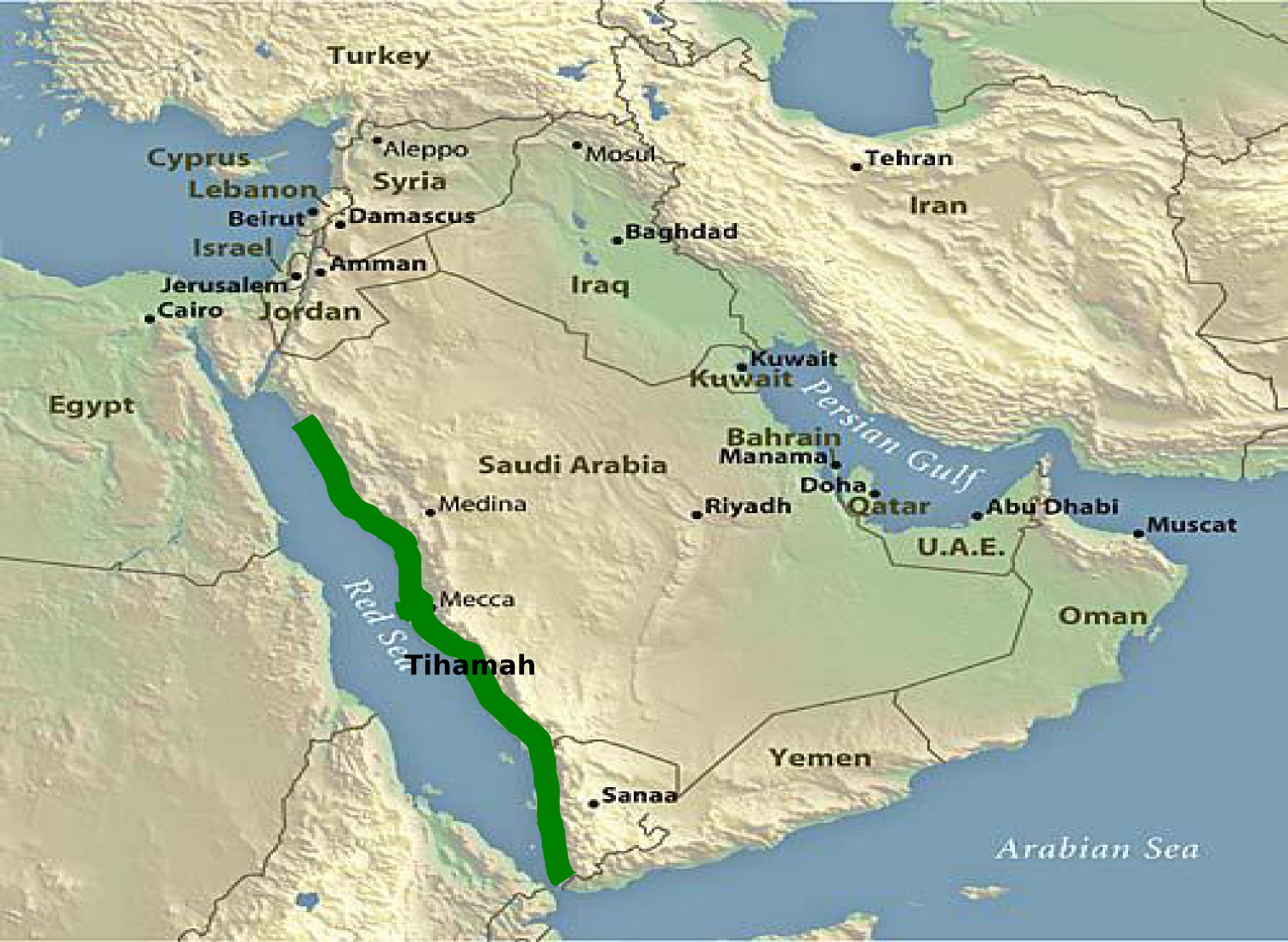
Tihama oznaczona kolorem zielonym

Tihama (arab. ‏تهامة‎ Tihāmah) – wąska pustynna nizina leżąca blisko Morza Czerwonego na Półwyspie Arabskim, podzielona pomiędzy Arabię Saudyjską i Jemen. Jej szerokość wynosi do 70 km. Na wschodzie nizina ograniczona jest wysokim łańcuchem gór, którego najwyższym szczytem jest liczący 3760 m n.p.m. Dżabal an-Nabi Szuajb.

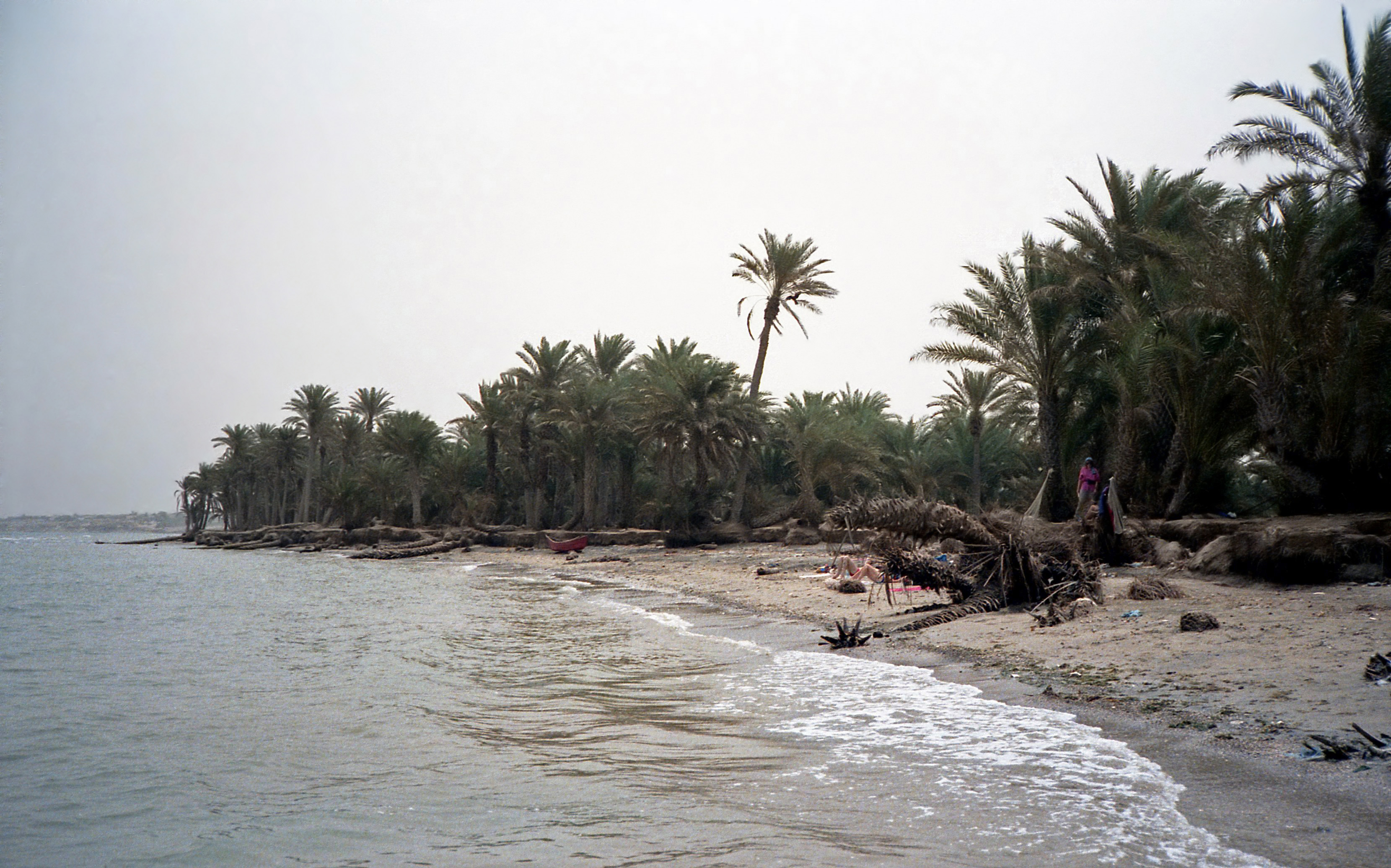
Tihama nad Morzem Czerwonym w Jemenie

Klimat zwrotnikowy kontynentalny, skrajnie suchy. Średnia temperatura miesięczna wynosi 25-31 °C, jest to więc jeden z najgorętszych regionów na Ziemi. Występuje tu skąpa roślinność, głównie trawy i sucholubne krzewy; w zasolonych zagłębieniach rosną słonorośla. Ludność skupiona jest w oazach. Największe miasta leżą na wybrzeżu, są to Dżudda w Arabii Saudyjskiej i Al-Hudajda w Jemenie.